# Miroslava Holubová
Miroslava Holubová (2 ottobre 1949) è un'ex tennista cecoslovacca.

## Carriera
Nei tornei del Grande Slam ha ottenuto il suo miglior risultato raggiungendo i quarti di finale nel singolare all'Open di Francia nel 1976, sconfitta dalla rumena Virginia Ruzici.